# Boxing for Freedom
Boxing for Freedom és una pel·lícula documental espanyola del 2015 escrita i dirigida per Juan Antonio Moreno Amador i Silvia Venegas Venegas.

## Sinopsi
Sadaf Rahimi és la millor boxadora de l'Afganistan, però ha d'enfrontar-se a les tradicions del seu país, a la por i al seu propi destí per a ser una dona lliure. Ella i la seva germana Shabnam es van unir a l'equip de boxa femenina de l'Afganistan amb 13 anys, quan van tornar al seu país després d'estar refugiades a l'Iran. Van començar a practicar l'esport per admiració a Laila Ali, filla de Mohamed Ali. Els seus èxits en la boxa i en els estudis la van convertir en un referent per a moltes joves afganeses, però el seu camí no ha estat exempt d'amenaces i dificultats. Les noies entrenen en el mateix estadi on no tants anys enrere altres dones morien executades d'un tir al cap per a gaubança de les masses aquí congregades. Els seus veïns les insulten, no poden anar soles pel carrer. El seu somni és participar en els Jocs Olímpics d'Estiu de 2016 de Rio de Janeiro.

## Producció
Les germanes van començar a practicar boxa el 2009, quan van tornar de l'Iran. Els directors les van conèixer el 2011 durant la realització del documental La vida más allá de la batalla, i per realitzar-lo la van seguir durant quatre anys (dels 17 als 21 anys), van lliurar una càmera a Sadaf perquè ella pogués gravar el que volia mostrar. La seva càmera té un paper fonamental dins de la narrativa del documental, perquè no sols la utilitzava ella, sinó també la seva germana Shabnam i la seva mare Salima.

## Nominacions
El 2015, en la 71a. edició del lliurament de les Medalles del Cercle d'Escriptors Cinematogràfics, la pel·lícula va ser nominada per a la medalla al millor documental.